# Craig Kilborn
Craig Lawrence Kilborn (Kansas City, 1962. augusztus 24.) amerikai humorista, kommentátor, színész, műsorvezető. 1993-tól 1996-ig a SportsCenter műsorvezetője volt, illetve a The Daily Show első műsorvezetője is ő volt, 1996-tól 1998. 1999-től 2004-ig a The Late Late Show házigazdája volt; Tom Snydert váltotta le. Hat év kihagyás után, 2010-ben tért vissza a televízióba, The Kilborn Files című műsorával. Ismertnek számít faarccal való stand-upos fellépéseiről. Ezeken kívül filmekben is szerepelt.

## Élete
Kansas City-ben született. Anyja tanár volt, apja pedig biztosítási ügynök. A minnesotai Hastings-ben nőtt fel. Gyerekkorában magasabb volt társainál.

## Bibliográfia
- The Daily Show's Five Questions from Comedy Central (Andrews McMeel Publishing, 1998) ISBN 978-0836253252